# Joyce Oladapo
Joyce Oladapo (verheiratete Hepher; * 11. Februar 1964) ist eine ehemalige britische Weitspringerin.
Bei den Junioreneuropameisterschaften 1981 in Utrecht gewann sie Bronze. 1985 wurde sie Englische Meisterin.
1986 siegte sie für England startend bei den Commonwealth Games in Edinburgh.

## Bestleistungen
- Weitsprung: 6,75 m, 14. September 1985, London
  - Halle: 6,33 m, 14. Februar 1988, Gent